# Kaharlyk (roman)
Kaharlyk (ukrainien : Кагарлик) est un roman surréaliste d'Oleh Chynkarenko, écrivain, musicien et journaliste ukrainien. Rédigé en ukrainien (avec plusieurs paragraphes en russe), le livre a pour titre de nom de la petite municipalité de Kaharlyk située à la proximité de Kiev la capitale. Il est publié en 2014 en Ukraine.

## Thème
Il s'agit d'une dystopie satirique, complètement surréaliste qui décrie la vie quotidienne de l'Ukraine en 2114. 
À la suite de l'occupation russe, le pays retourne au Moyen Âge. Le personnage principal, dont la conscience est utilisée pour la fabrication des satellites militaires russes, cherche à reconstituer sa mémoire et de retrouver sa femme. Pour cela, il part pour une ville mystérieuse de Kaharlyk, où le temps est arrêté pour toujours à la suite des essais des armes ultramodernes.
Le livre contient de nombreuses références culturelles : l’auteur y ironise sur des personnalités politiques, des événements politiques et historiques réelles ou imaginaires.
On y mentionne, notamment, Léonid Tchernovetsky (l’ancien maire de Kiev connu pour ses discours grotesques), des rebelles nationalistes de la Mordovie (une des régions la plus pacifiques en Russie), un cheval nommé Gorbatchev, une victoire de l’Armée populaire de libération chinoise en Sibérie. Cela, sans oublier le robot Mikhaïl Kalachnikov, un paramilitaire russe d’une brigade fondamentaliste chrétienne-orthodoxe, qui ne parle qu’avec des clichés impérialistes.   
Alors que le satellite militaire russe Youri Gagarine, doté de l’intelligence artificielle ignore les ordres de Moscou et rédige des textes philosophes en russe.

## Histoire de la rédaction
Le texte de futur roman était écrit sur la page Facebook de son auteur. À partir du 12 décembre 2012, Chynkarenko écrivait et publiait précisément 100 mots par jour - des messages venus du futur éloigné. Au début, il planifiait un projet multimédia, incluant, entre autres, des pièces de musique. Pour cela, l'auteur a enregistré des fragments de musique "concrète", en utilisant des sons de la vie réelle qui l'entoure autour de lui qui l'entoure (les bruits d'une laveuse, d'un réfrigérateur, du système de chauffage, des chaudrons, d'une cafetière électrique et même des morceaux des chants orthodoxes en serbe). Il combinait tout cela dans un collage absurde, afin d'accompagner le sujet en développement. Le 7 mai 2013, l'auteur a décidé de terminer le roman en format "traditionnel", c'est-à-dire comme une œuvre purement textuelle publiée sur papier. Il a donc arrêté de le publier sur Facebook. Le dernier épisode "en ligne" portait le numéro 9300; Oleksandre est tombé à la suite d'une balayette.

## Sujet
On est en 2114, une centaine d'années après l'Euromaïdan et le début de l'invasion russe en Ukraine. La population ukrainienne  adopte le mode de vie médiéval. Oleksandre Sahaïdatchny, le personnage principal, reprend connaissance dans une maison inconnue dans les faubourgs de Kiev. Il souffre d'une perte quasi totale de sa mémoire. Le seul élément dont il se souvient encore c'est qu'il doit retrouver sa femme, Olena. Il espère que s'il arrive de la trouver sa mémoire reviendra.
Par hasard, Oleksandre rencontre un certain Birgir Hansen, un inconnu qui pourtant parait connaître des détails de son passé. Birgir conseille à Oleksandre de chercher sa femme dans une ville de Kaharlyk (près de Kiev). Aussi, Birgir laisse entendre que le monde a changé d'une façon bien particulière, et que désormais il n'est assez facile d'y survivre.
Dans la rue, Oleksandre rencontre Petro, un homme âgé vivant à Kaharlyk. Petro l'amène à Kaharlyk et l'héberge dans sa hutte. Sahaïdatchny n'arrive toujours pas de trouver sa femme. En lisant un vieux journal il découvre que l'Ukraine, apparemment, a été occupée par la Russie.
Le vieux Petro meurt et Oleksandre quitte sa maison. Sur la route, il trouve un paramilitaire russe grièvement blessé. Le Russe, Mikhaïl Kalachnikov, est un fondamentaliste chrétien orthodoxe de la brigade "Bogoroditsa" ("Notre Dame"). Il est probablement un robot, quoique Oleksandre ne soit plus sûr de rien. Avant mourir, Kalachnikov prie de transférer sa conscience sur un « morphone », un appareil électronique utilisé pour sauvegarder des esprits humains. Lui aussi, Kalachnikov conseille de chercher Olena à Kiev. 
Kiev est une ville mi-abandonnée, avec quelque 2 500 habitants. Oleksandre y rencontre le prêtre Andriy, qui a développé sa religion particulière. Andriy croit que Dieu se cache sur terre parmi des sans-abris et refuse de gouverner ce monde. Oleksandre et Andriy vont dans un supermarché détruit par la guerre où se trouve un entrepôt des morphones des gens morts il y a longtemps. Le supermarché est habité par un vieux militaire ukrainien, major Hryhorenko. Major et Andriy écoutent de vieux morphones afin de déterminer dans quelle année on est. Mais les données sont mêlées et contradictoires. La tâche se révèle impossible.
Des assaillants en quête de nourriture attaquent le supermarché. L'un entre eux tue Hryhorenko, mais est immédiatement anéanti par un satellite militaire russe, dont la conscience est la copie de celle d'Oleksandre.
Le prêtre Andriy invite Oleksandre de rester à Kiev, mais celui-ci quitte la ville pour chercher sa femme à Kaharlyk.
Le satellite militaire russe se rebelle et n'exécute plus les ordres de Moscou. Il décide d'aider Oleksandre et organise pour cela une fondation internationale aidée par des bénévoles de différents pays. L'un des bénévoles, Birgir Hansen, est envoyé en Ukraine. Mais au lieu d'aider Oleksandre, il commence par recueillir des légendes et les traditions folkloriques liées à Kaharlyk. Il constate qu'à Kaharlyk le temps est arrêté à la suite des essais des armes secrètes russes.
En quittant Kiev, Oleksandre rencontre Birgir de nouveau. Birgir, qui se dirige à Kaharlyk pour une expédition folklorique, propose Oleksandre de l'accompagner. Lors de leur itinéraire, ils passent par plusieurs villages et petites villes (se trouvant réellement dans les alentours de la capitale ukrainienne) dont chacun est affecté par un divers degré de surréalisme : Lisnyky, Hodosivka et Oboukhiv (dont la population se cache sous terre et élève une taupe géante).
Près de Kaharlyk, le satellite militaire russe Iouri Gagarine essaie d’éliminer Oleksandre, mais les anomalies spatiales et temporelles le font rater la cible et s’autodétruire. 
À Kaharlyk, Oleksandre rencontre Olena, une femme dans sa cinquantaine qui également cherche son mari disparu. En croyant d’abord de trouver sa femme perdue, Oleksandre réalise par la suite que ce n’est pas le cas. En voyant sur un mur l’inscription « Kontraktova Square 12 Olena » (apparemment, l’adresse de sa femme à Kiev) il reprend l’espoir et part en route.
En bon surréaliste, Chynkarenko a écrit une histoire sans fin.